# Ignaz Hochhäusler
Ignaz Hochhäusler Silverberger (Viena, 1892 - Santiago de Chile, 1983) o también conocido por su nombre castellanizado Ignacio Hochhäusler fue un fotógrafo austriaco radicado en Chile hasta su fallecimiento.

## Biografía
Ignaz Hochhäusler nació en 1892 en Viena, Imperio austrohúngaro. Durante su juventud trabajó en la fábrica de calzado de su padre, siendo el mismo progenitor quien le regaló su primera cámara fotográfica a los quince años de edad, despertando en él su afición por la fotografía. Posteriormente fue reclutado como soldado y tuvo que combatir en la Primera Guerra Mundial en el frente de las Potencias Centrales. Anteriormente a esto, ya había iniciado estudios en artes, incursionando en el mundo de la pintura en acuarela, donde hizo algunos dibujos. En 1926, a la edad de 33 años emigró a Chile junto a su esposa y dos hijos desde un barco que zarpó desde Francia, asentándose en la capital nacional, Santiago, donde ya residía su hermano. Allí comenzó a desempeñarse en sus labores como fotógrafo profesional, montando con el apoyo de otros austriacos residentes un estudio especializado en retratos en calle Teatinos en un comienzo, para luego trasladarse al Paseo Estado. Alcanzó rápidamente popularidad por la buena calidad de sus trabajos, siendo cotizado por las clases más acomodadas del país para fotografiar a bebés recién nacidos y otro tipo de retratos infantiles, tales como fotografías de primeras comuniones y confirmaciones. En 1933 participó por primera vez en un salón artístico en el país: el Salón Oficial de Artes Plásticas de la Universidad de Chile, ubicado en el Museo de Bellas Artes de Santiago. Asimismo, desde una mirada como extranjero fotografió escenas de la vida cotidiana en Chile, particularmente destacan sus fotografías sobre los mineros del carbón en Lota, además de otras imágenes sobre costumbres y paisajes del mundo rural chileno, referidos a labores del campesinado y festividades campesinas, siendo en muchos casos el pionero en hacerlo en la historia de Chile.
En su preocupación por la difusión de la fotografía en Chile, Ignaz Hochhäusler cofundó el Foto Cine Club de Chile en 1937. También manifestó su interés por fotografiar la escena artística nacional, acudiendo con cierta frecuencia al Teatro Municipal de Santiago, donde tomó contacto cercano con el bailarín y coreógrafo alemán, Ernst Uthoff Biefang (1904—1993) y su teatro experimental, pudiendo así fotografiar a los bailarines, actores, músicos y demás artistas que se presentaban allí. Todas estas obras le permitieron presentarse en múltiples exposiciones y competiciones de fotografía durante toda su carrera, obteniendo diversas distinciones por sus trabajos. Fue además crítico fotográfico para la revista chilena Pro Arte. La Biblioteca Nacional de Chile conserva al menos 500 negativos fotográficos captados por él.
Falleció en Santiago en 1983 a los 91 años de edad.

## Premios y distinciones
- Medalla de Plata en el Salón Internacional de Bellas Artes de Valparaíso (1940)
- Primer premio en la Inter-American Photografic Exhibit en Washington D. C. (1942)
- Segundo Premio Profesional en el VI Salón anual del Club Fotográfico de Chile, Museo Nacional de Bellas Artes (1942)
- Primer Premio en la Exposición de Peñuelas de La Serena (1951)
- Premio Photograms of the year en el London Salon of Photography, Londres (1951)
- Medalla de Plata en el Segundo Congreso Internacional de la Federation Internationlale de l'Art Photographique (FIAP), Salzburgo (1952)